# Joseph Effner

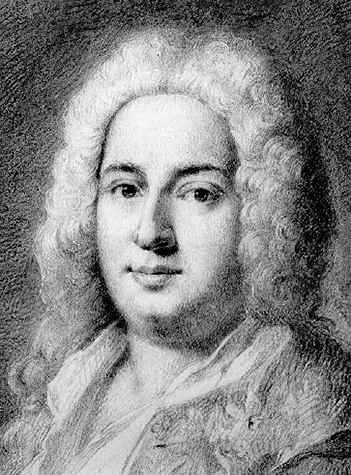
Joseph Effner.

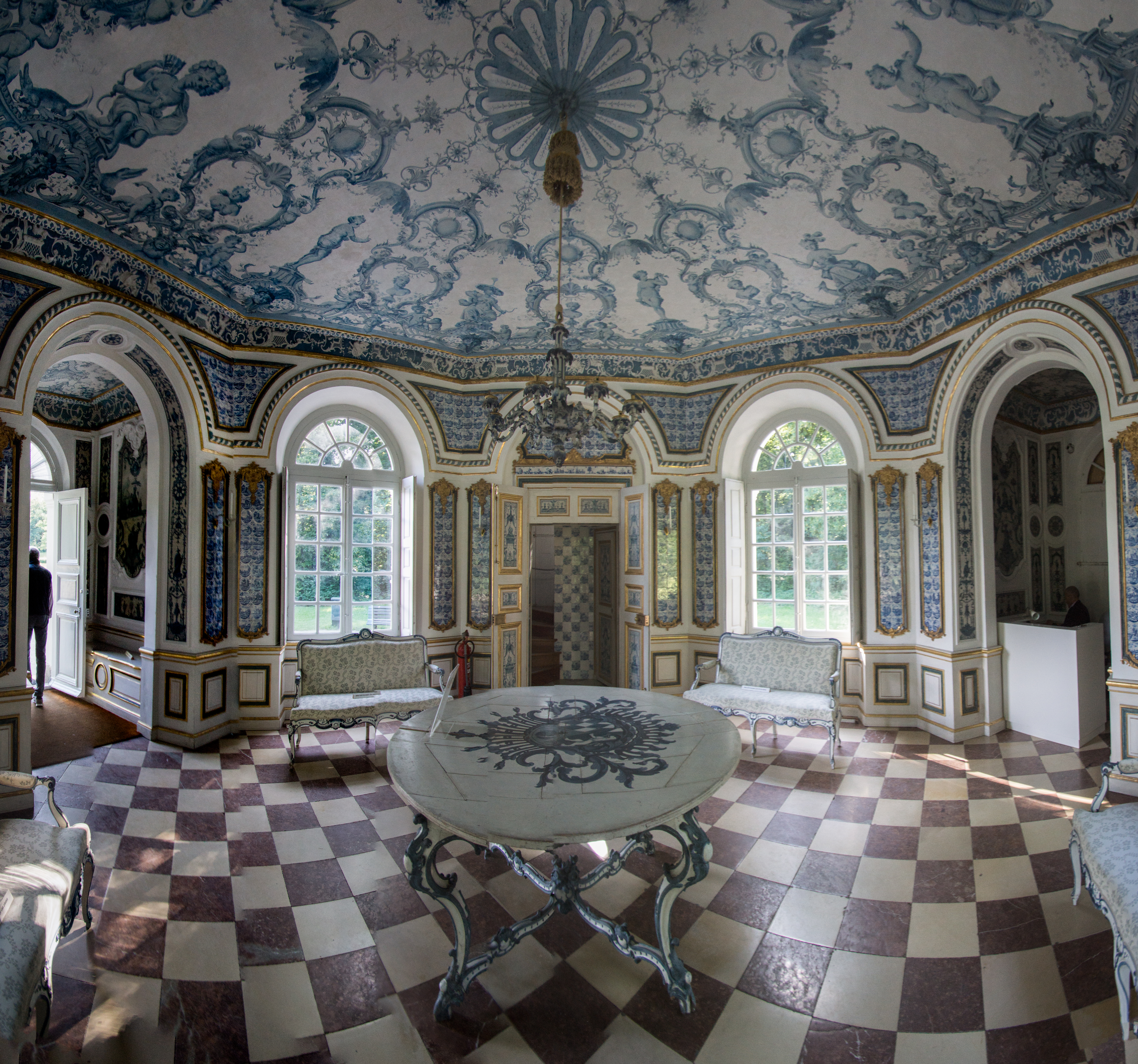
Interior del Pagodenburg (1716-1719)

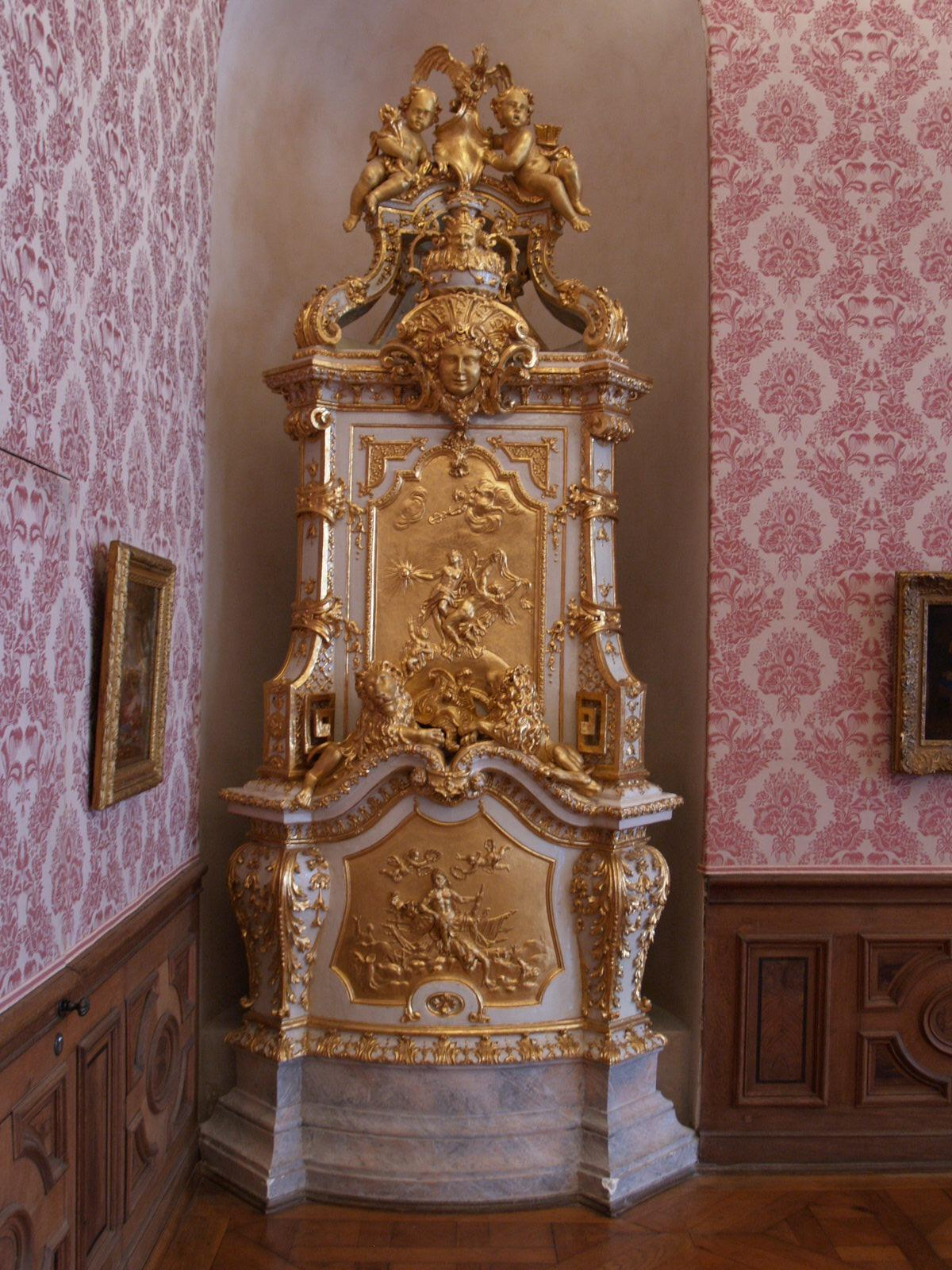
Estufa de 1720, diseñada por Joseph Effner para la decoración interior del Palacio Schleißheim.

Joseph Effner (bautizado el 4 de febrero de 1687 en Dachau, fallecido el 23 de febrero de 1745 en Múnich; también conocido como Josef Effner o Joseph Öffner) fue un arquitecto, paisajista y decorador alemán en la época del Barroco bávaro.

## Datos genealógicos
Joseph Effner forma parte de una antigua familia de jardineros cuyo apellido original era Öffner. Fue el noveno de los diez hijos del matrimonio entre Christian Öffner, que fue un jardinero activo desde 1668 en Neudeck (cerca de la ciudad de Múnich) y desde 1670 en Dachau, y Maria Katharina, nacida Gebhard. Su abuelo, Georg Öffner, también fue jardinero, probablemente con la condesa Matilde de Leuchtenberg en Pfreimd, capital del condado de Leuchtenberg, poco antes de que ésta se casara con el duque y más tarde regente del Electorado de Baviera, Alberto VI de Baviera (regente 1651-1654, † 1666), porque no está documentado que Georg Öffner fuera jardinero para el duque y la duquesa.
En 1721, Joseph Effner se casó con María Magdalena Schön, hija de un teniente coronel. 
- Su primer hijo, Gaudenz Effner, llegó a ser consejero en Straubing y funcionario de la sal para el Abadía agustina de San Nicolás en Passau.
- El hijo menor, también llamado Joseph Effner, fue canónigo y deán en Múnich.
- Su hija María Adelaida se casó con el alcalde y juez de la ciudad de Múnich, Michael Adam Bergmann.

Su bisnieto fue el director de los Jardines Reales de Baviera, Carl Joseph von Effner.

## Vida
Joseph Effner comenzó su vida laboral también como jardinero. Con Matthias Diesel fue invitado a comienzos de abril de 1706 en nombre y por cuenta de su soberano, el elector Maximiliano II Manuel de Baviera, primero a Bruselas, y posteriormente acompañó a Max Emanuel a su exilio en París, por los avatares políticos de la Guerra de Sucesión Española que determinaron la pérdida momentánea de su electorado a finales de ese mismo mes. 
Durante su estancia en París, decidió de acuerdo a su inclinación, renunciar al diseño de jardines y al paisajismo para convertirse en arquitecto. En el mismo año 1706 (según otras fuentes, en 1708) Joseph Effner empezó como estudiante privado la carrera de Arquitectura con el profesor arquitecto Germain Boffrand, en aquel momento, en la única escuela de arquitectura de élite, la Académie royale d'architecture de París. La ruptura con la Jardinería fue total: desde entonces, cambió su apellido a Effner. 
Desde 1715 fue arquitecto de la corte (Hofbaumeister) del elector de Baviera, Max Emanuel. Inicialmente, con Enrico Zuccalli fue responsable de todos los edificios de Max Emanuel. A partir del 1 de abril de 1715, después de su regreso de Francia, se hizo llamar con el título de "Arquitecto" ("Architekt"), en vez de "Maestro de obras" ("Baumeister") como se hacían llamar anteriormente los constructores de edificios. Con 28 años de edad, Joseph Effner introdujo en Baviera, en la corte de Múnich, las modernas ideas francesas en la construcción de edificios: la arquitectura barroca.
El elector Maximiliano Manuel le envió en 1717 a Italia en viaje de formación, de Venecia a Roma y Nápoles.
En 1720 fue nombrado director de construcciones (Oberhofbaumeister). Cuando Zuccalli murió en 1724, recibió aún más poderes. Sólo después de la muerte de Maximiliano Manuel en 1726 y la entronización de su hijo, el elector Carlos VII Alberto, entregó su cargo a François de Cuvilliés el Viejo y se dedicó a la gestión administrativa y no al diseño.
Su tumba se encuentra en el coro de la Catedral de Múnich, la Frauenkirche. La Effnerplatz y la Effnerstraße (48°9′9″N 11°36′51″E / 48.15250, 11.61417, Plaza y Avenida de Effner) de Múnich y también el Josef Effner Gymnasium (48°15′55.62″N 11°26′57.48″E / 48.2654500, 11.4493000, Escuela de Educación Secundaria) de Dachau llevan su nombre en su honor.

## Obras
- La reconstrucción de la residencia en el exilio del príncipe elector Maximiliano II Manuel de Baviera en Saint Cloud, París, en 1713
- La reconstrucción del Palacio de Dachau, entre 1715-1717
- Renovación y modernización del Palacio de Berg, en el lago Starnberg entre 1715-1717
- Renovación y modernización del Palacio de Lichtenberg, en Lech, entre 1715-1717
- Modernización del pabellón principal y construcción de otro pabellón, del edificio de la cocina y los establos del Palacio de Fürstenried, un pabellón de caza al sur de Múnich, entre 1715-1717
- Ampliación del Parque y Palacio de Nymphenburg (incluida la construcción de la "Pagoda" (Pagodenburg, 1716-1719), la "Casa de Baños" (Badenburg, 1718-1721) y la "Ermita de la Magdalena" (Magdalenenklause, 1725-1728)
- Diseño de fachadas y decoración interior del Palacio de Schleißheim, entre 1719-1726
- Diseño y construcción de la "Galería Ancestral" (Ahnengallerie, 1726-1731) con el "Gabinete de Porcelana" y la configuración de las "Salas de Ornato" (Reichen Zimmer, diseñadas por François de Cuvilliés) de la Residencia de Múnich.
- El Palais Preysing de Múnich, entre 1723-1729 (durante la Segunda Guerra Mundial fue completamente destruido, y ha sido reconstruido entre los años 1958 y 1960)
- La configuración de la fachada del Palais Holnstein, construido entre 1733 y 1737
- La iglesia señorial de la Santa Cruz, en la aldea de Schönbrunn, junto a Röhrmoos.
- La iglesia parroquial de San Miguel de Mering, junto a Augsburgo

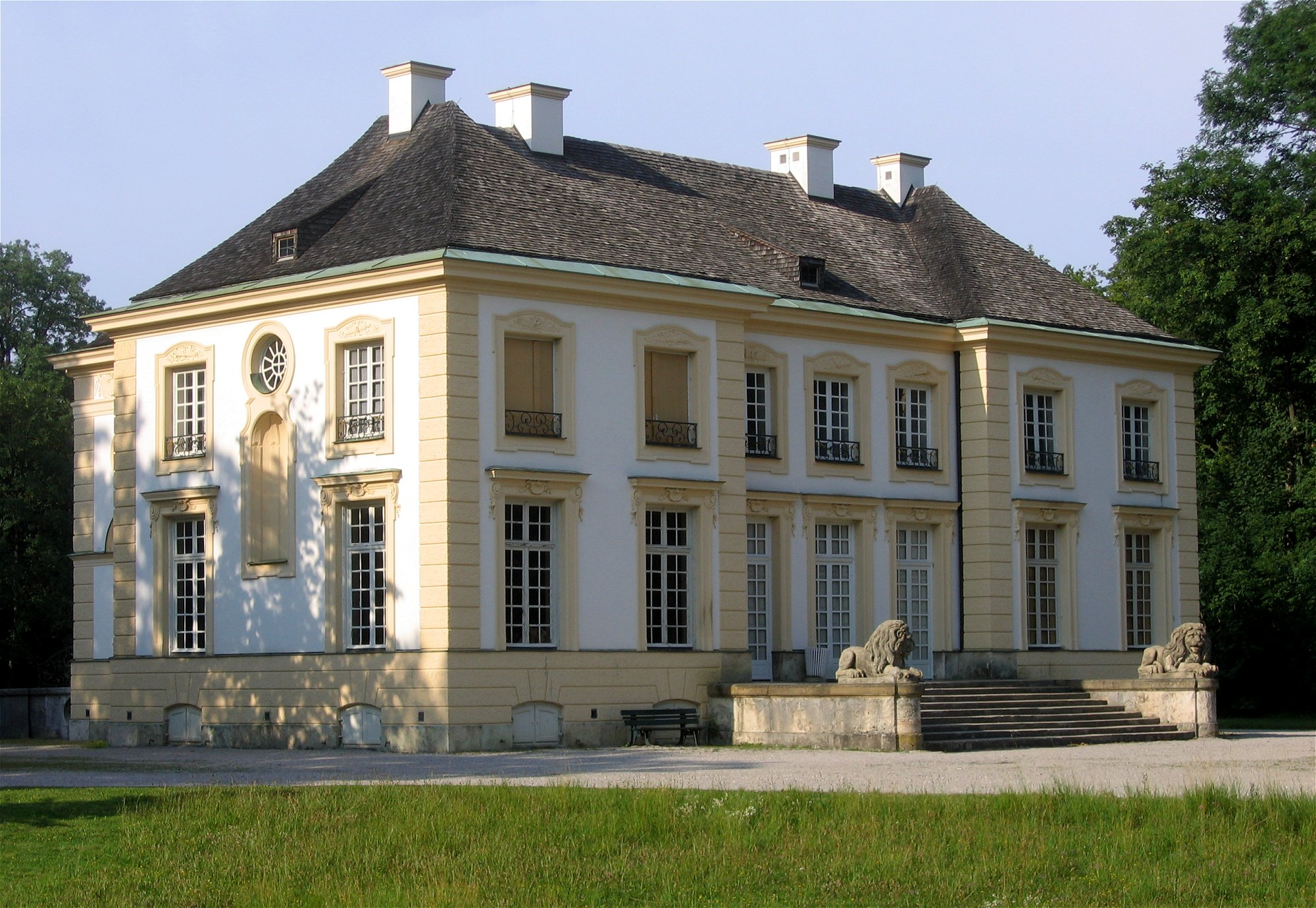
Badenburg en el parque de  de Nymphenburg, Munich
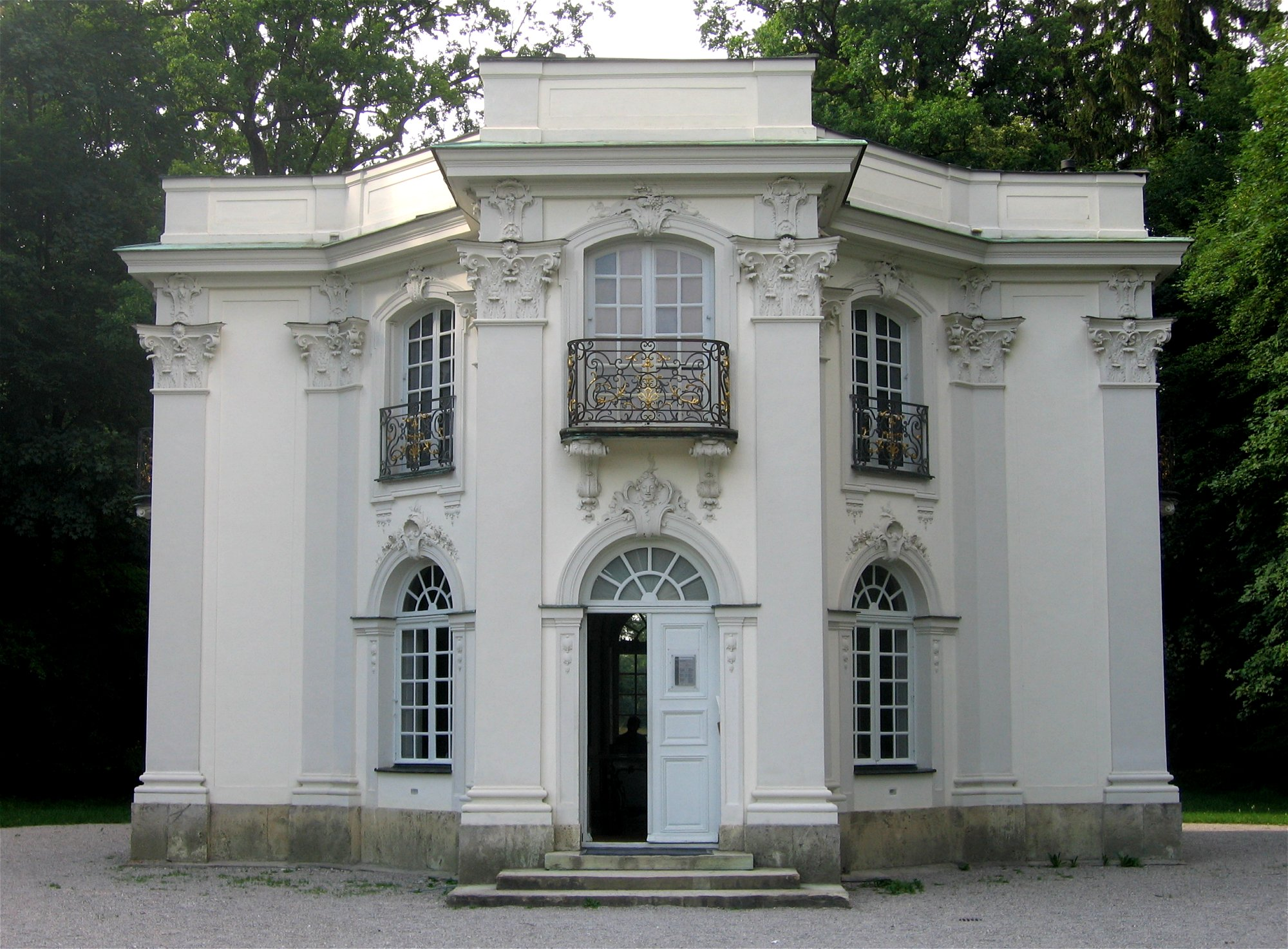
Pagodenburg en el parque de  de Nymphenburg
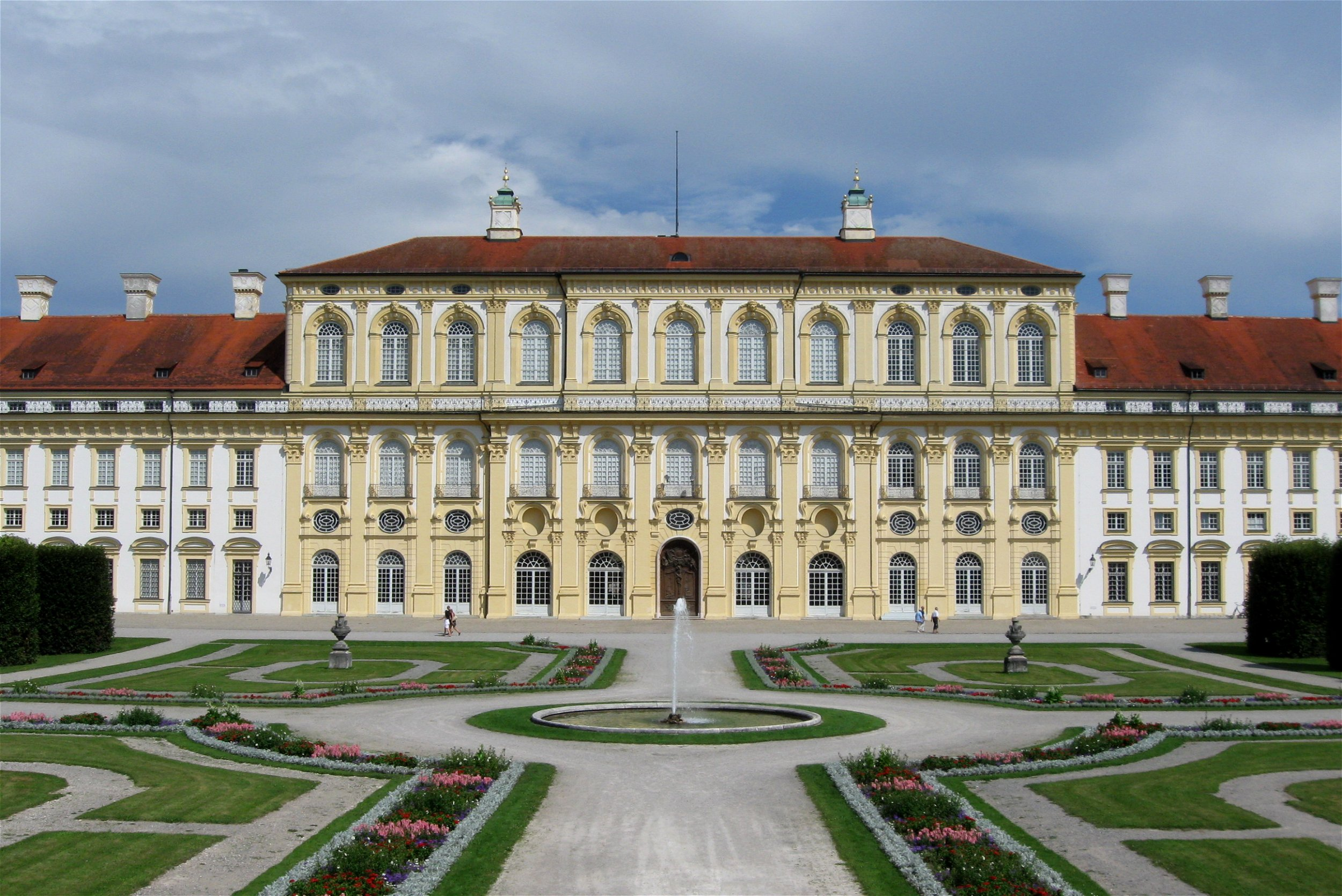
Neues Schloss en el Palacio de Schleißheim
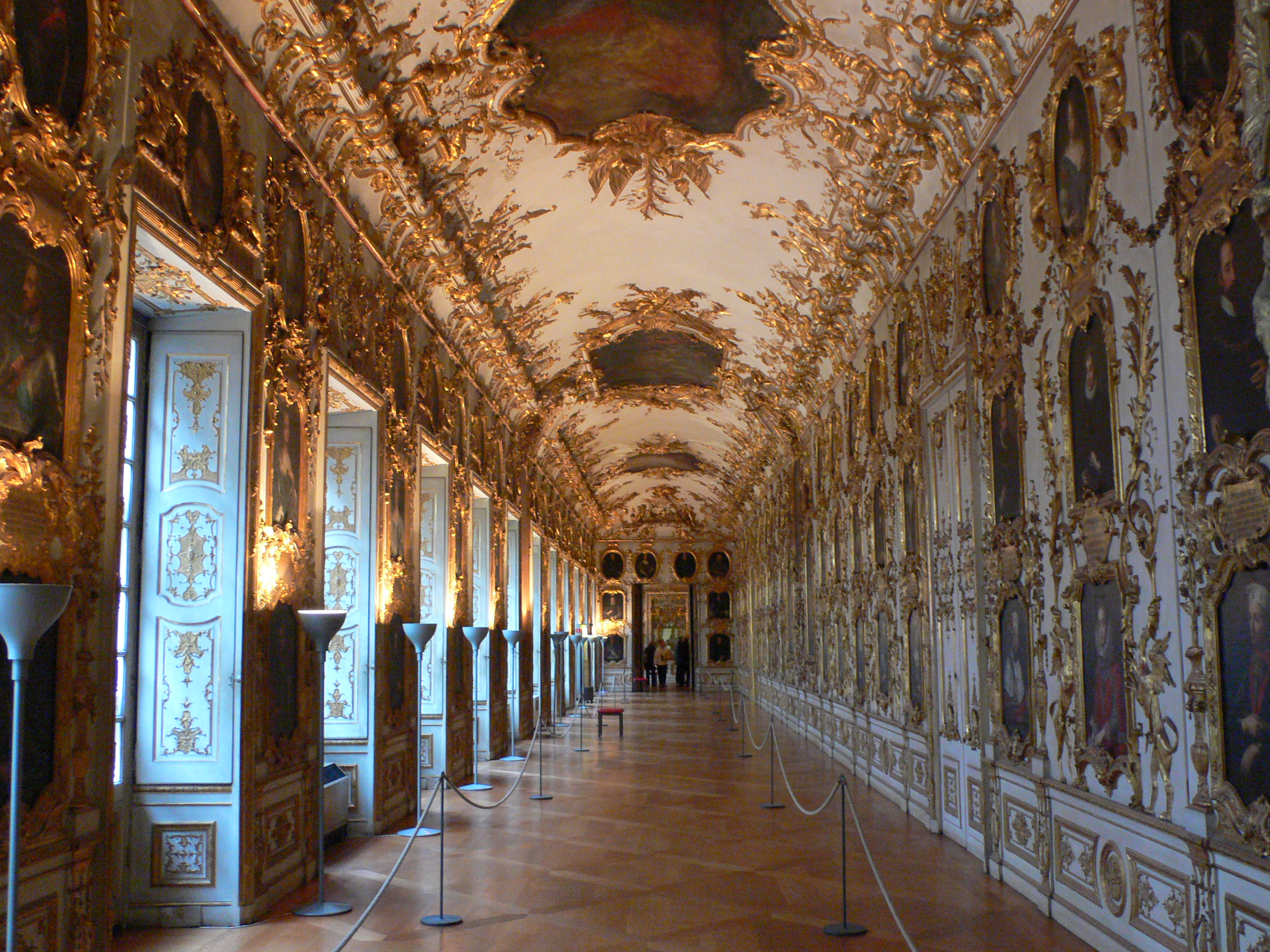
Die Ahnengalerie en la Residencia de Munich
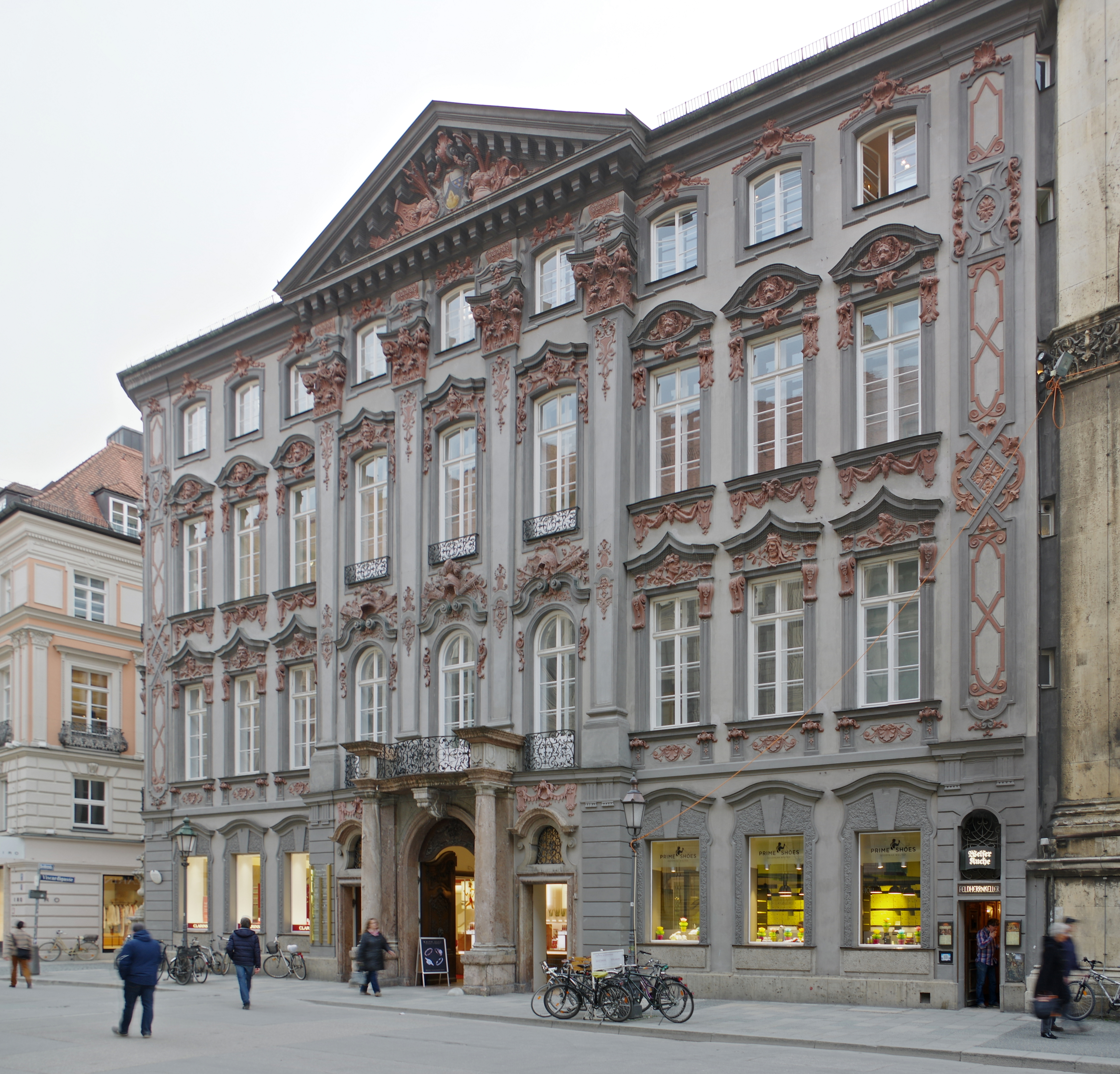
Palacio Preysing en Munich Altstadt